# Paul Simon (album)
Paul Simon je druhé sólové studiové album amerického písničkáře Paula Simona, vydané v roce 1972 u Columbia Records. Jedná se o jeho první album od roku 1965, kdy vydal The Paul Simon Songbook.

## Seznam skladeb
| Strana 1 | Strana 1                            | Strana 1 |
| Pořadí   | Název                               | Délka    |
| -------- | ----------------------------------- | -------- |
| 1.       | Mother and Child Reunion            | 3:10     |
| 2.       | Duncan                              | 4:44     |
| 3.       | Everything Put Together Falls Apart | 2:02     |
| 4.       | Run that Body Down                  | 3:55     |
| 5.       | Armistice Day                       | 3:58     |

| Strana 2       | Strana 2                            | Strana 2 |
| Pořadí         | Název                               | Délka    |
| -------------- | ----------------------------------- | -------- |
| 1.             | Me and Julio Down by the Schoolyard | 2:45     |
| 2.             | Peace Like a River                  | 3:24     |
| 3.             | Papa Hobo                           | 2:36     |
| 4.             | Hobo's Blues                        | 1:21     |
| 5.             | Paranoia Blues                      | 2:59     |
| 6.             | Congratulations                     | 3:52     |
| Celková délka: | Celková délka:                      | 34:03    |

## Sestava
- Paul Simon: akustická kytara, perkuse, zpěv
- Hal Blaine: bicí (4, 10, 11)
- Huks Brown: sólová kytara (1)
- Ron Carter: baskytara (4)
- Russel George: baskytara (6)
- Stephane Grappelli: housle (9)
- Winston Grennan: bicí (1)
- Stefan Grossman: slide kytara (10)
- Jerry Hahn: elektrická kytara (4, 5)
- Neville Hinds: varhany (1)
- Clifton Jackson: baskytara (1)
- Larry Knechtel: piáno, harmonium, varhany (1, 3, 8, 11)
- Denzil Laing: perkuse (1)
- Fred Lipsius: rohy (5)
- Los Incas: flétna, perkuse (2)
- Mike Mainieri: vibrafon (4)
- Charlie McCoy: basharmonika (8)
- Victor Montanez: bicí (7)
- Airto Moreira: perkuse (5, 6)
- Joe Osborn: baskytara (7, 11)
- Jack Schroer: rohy (5, 10)
- David Spinozza: akustická kytara (4, 6)
- Steve Turre: rohy (10)
- Wallace Wilson: rytmická kytara (1)
- Cissy Houston: doprovodný zpěv (1)
- Von Eva Sims: doprovodný zpěv (1)
- Renelle Stafford: doprovodný zpěv (1)
- Deirdre Tuck: doprovodný zpěv (1)